# Wine Country (film)
Wine Country è un film del 2019 diretto da Amy Poehler.

## Trama
Abby decide di festeggiare il cinquantesimo compleanno della sua cara amica Rebecca con un fine settimana fatto di assaggi di vini e un vasto programma di attività strettamente pianificate. Abby, Rebecca e quattro loro amiche, che conoscono da quando erano giovani cameriere in una pizzeria di Chicago, decidono di trascorrere il fine settimana insieme in una casa di campagna a Napa, in California.
Piuttosto che permettere alle altre donne di rilassarsi e sbronzarsi senza alcun ritegno Abby vuole che aderiscano al suo programma rigoroso, il quale non è nient'altro che sotterfugio per mantenere il controllo della situazione poiché, all'insaputa delle amiche, ha recentemente perso il lavoro. Oltre a lei anche le altre donne sono alle prese con altri problemi personali: Rebecca nega che suo marito sia un disastro e che stia invecchiando, Naomi ha paura di ricevere i risultati di un test dal suo medico, Catherine che in qualità di donna d'affari affermata non sa se accettare un'offerta di lavoro e si sente isolata dalle altre amiche, Val che è alla ricerca dell'amore e Jenny che ritiene di aver una vita priva di stimoli.
Il giorno dell'arrivo tutte loro cenano in un ristorante costoso dove Val flirta con la loro cameriera, tale Jade, e nel fare questo consumano cospicui quantitativi di alcolici.
La mattina seguente le donne, affette da un forte dopo sbronza, si fanno leggere i tarocchi da una cartomante di nome Lady Sunshine la quale gli preannuncia un futuro incerto e disastroso se non incominceranno a comunicare reciprocamente con onestà ciò che tengono nascosto le une alle altre. Successivamente partono per un rocambolesco tour enogastronomico ma verso la sua conclusione nasce una forte tensione tra Abby e le altre donne perché loro non desiderano rispettare il suo programma. Quando Rebecca la rimprovera per il suo atteggiamento Abby rivela di aver perso il lavoro e con rabbia lancia dal loro pullman il suo programma mentre stanno ripiegano per andare all'inaugurazione della galleria d'arte di Jade.
Una volta arrivate solo scioccate dal fatto che l'arte di Jade sia tutta legata al telefilm "La Tata". Durante una sessione di domande e risposte con i ragazzi presenti Abby e le sue amiche insistono sul fatto che le generazioni più giovani abbiano una vita troppo facile. Dopo la conclusione della mostra Val rimane a flirtare con Jade ma quando cerca di chiederle, sottilmente, di uscire insieme Jade presume che stia cercando di acquistare un suo dipinto che Val, intimamente umiliata, accetta di comprare per 600$.
Tornata a casa un'ubriaca e miserabile Abby riceve da Devon, il tuttofare della tenuta, la proposta di fare sesso con lui e lei accetta.
La mattina dopo Naomi sta andando ad augurare buon compleanno a Rebecca che trova sul pavimento della cucina con la schiena bloccata. Rebecca le rivela che ha passato tutta la notte sul pavimento in quella posizione e ciò, assieme alla visione di una famiglia di procioni, gli ha permesso di capire che sta invecchiando e che suo marito è "un coglione". Dopo le felicitazioni di Rebecca e delle altre amiche per come ha definito il marito decidono, di comune accordo, di continuare con il programma di Abby e tutte, tranne Catherine che non riescono a trovare, vanno al brunch (il quale è una riproposizione fedele della pizzeria nella quale hanno lavorato tutte assieme). Catherine alla fine arriva sul posto e accusa le altre donne di averla intenzionalmente esclusa ma Naomi le risponde che non è vero e che è bloccata in un ciclo infinito che la sta isolando da loro perché il suo eccessivo lavoro comporta che non ha tempo per le sue amiche e il fatto di non passare più tempo con loro la rende maggiormente incline a lavorare di più. Naomi improvvisamente le interrompe rivelando che ha ha paura di sentire i risultati medici del suo test nell'ambito della BRCA1 (proteina di suscettibilità al cancro della mammella) per poi precipitarsi fuori dal ristorante. Dopo che Rebecca dice ad Abby che quel weekend di compleanno lo ha fatto più per se stessa che per lei quest'ultima si precipita fuori per inseguire Naomi .
Naomi e Abby sono inseguite dal resto delle donne su una golf cart. Una volta ferme Naomi viene morsa alla caviglia da un serpente e, poiché nessuna di loro riesce a ricevere alcuna ricezione sul cellulare, Val decide di correre lungo il fianco della ripida collina dove si trovano per chiedere aiuto e una dopo l'altra le altre donne la seguono lungo il crinale. Catherine è l'ultima ad andare e tiene un discorso emotivo in cima alla collina sul perché ha deciso di rifiutare un'occasione di lavoro redditizia per trascorrere più tempo con loro ma, essendo molto lontana dalle altre, non viene udita.
Arrivate all'ospedale apprendono che Naomi sta bene (sia per il morso del serpente, il quale era privo di veleno, che per il test relativo alla BRCA1, che ha dato esito negativo).
Quella notte le donne si siedono all'aperto a bere e invitano la solitaria proprietaria della casa in cui alloggiano, Tammy, a unirsi a loro.

## Produzione
Il 20 marzo 2018 venne annunciato da Netflix di aver dato il via libera all'opera. Le riprese principali sono iniziate il 22 marzo 2018 a Los Angeles, California, per poi spostarsi a Napa, California. Il 4 e 5 maggio le riprese si sono svolte a Calistoga, California, e sono terminate nei primi giorni di giugno 2018.

## Distribuzione
Il film ha avuto una distribuzione limitata nelle sale cinematografiche americane l'8 maggio 2019 per poi essere rilasciato digitalmente per lo streaming il 10 maggio 2019 da Netflix.

## Accoglienza
Sull'aggregatore di recensioni Rotten Tomatoes il film ha ricevuto una valutazione di approvazione del 66% basata su 80 recensioni, con una media voto di 5,89 / 10. Il consenso critico del sito web recita: "Wine Country potrebbe non essere un'opera così robusta come i fan vorrebbero ma dimostra dolcezza e un finale ben bilanciato". Metacritic, che utilizza una media ponderata, ha assegnato al film un punteggio di 56 / 100 su una base di 21 critici.